# Milirradián

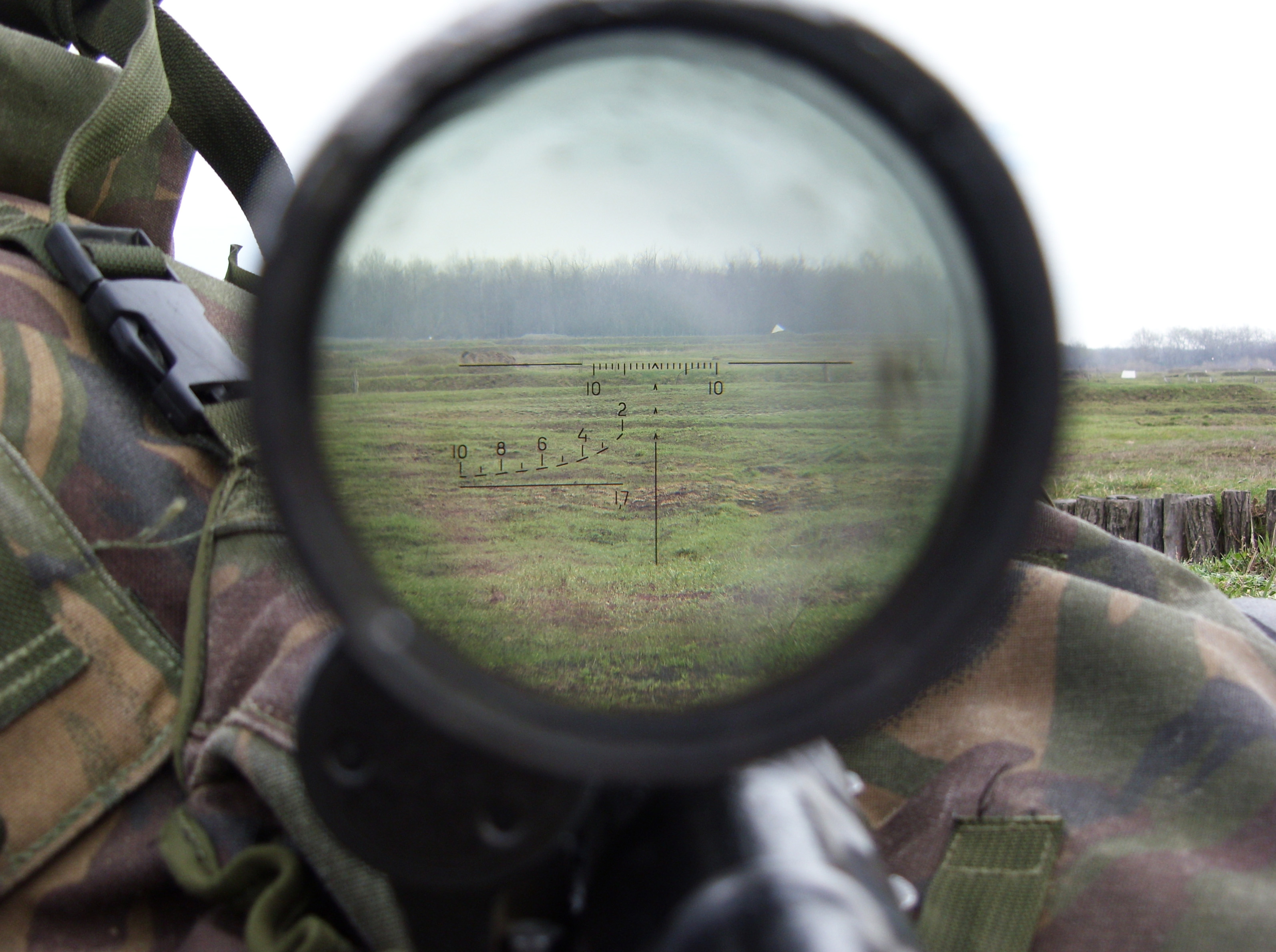
Retícula con milirradianes

El miliradian (o milésima angular, o por mil de artillería) es una unidad de medida de ángulos utilizada en el ámbito militar, principalmente en instrumentos de orientación y señalización. Su símbolo es una "m" cruzada a 30 grados.
Los batallones de artillería de muchos países utilizan los milliradianos como unidad de medida angular, aunque hay tres definiciones diferentes.
Entre los países miembros de la OTAN, incluyendo Canadá, el mil se define como 1/6400 de una revolución (360 °). La unidad recibe su nombre a partir del mili-radian, y se acerca con un error cercano al 18.6 ‰ (rigurosamente, un milésimo de 2π radiantes sería igual a 2 * π * 1000 = 6283 milésimas).
Una diferencia de un miliradian a un kilómetro de distancia es aproximadamente un metro.
| Revolución     | Radian  | Radian  | Radian        | Grado sexagesimal | Gradián | Miliradián  | Miliradián  | Miliradián      | Puntos del compás |
| -------------- | ------- | ------- | ------------- | ----------------- | ------- | ----------- | ----------- | --------------- | ----------------- |
| 0 de circulo   | 0 rad   | 0 rad   | 0 rad         | 0°                | 0g      | 0 mrad      | 0 mrad      | 0 mrad          | 0 pt              |
| 172 de circulo | π36 rad | 𝜏72 rad | ≈ 0,08727 rad | 5°                | 509g    | 250π9 mrad  | 125𝜏9 mrad  | ≈ 87,266 mrad   | 49 pt             |
| 124 de circulo | π12 rad | 𝜏24 rad | ≈ 0,2618 rad  | 15°               | 503g    | 250π3 mrad  | 125𝜏3 mrad  | ≈ 261,799 mrad  | 43 pt             |
| 116 de circulo | π8 rad  | 𝜏16 rad | ≈ 0,3927 rad  | 22,5° o 22°30′    | 25g     | 125π mrad   | 125𝜏2 mrad  | ≈ 392,699 mrad  | 2 pt              |
| 112 de circulo | π6 rad  | 𝜏12 rad | ≈ 0,5236 rad  | 30°               | 1003g   | 500π3 mrad  | 250𝜏3 mrad  | ≈ 523,599 mrad  | 83 pt             |
| 110 de circulo | π5 rad  | 𝜏10 rad | ≈ 0,6283 rad  | 36°               | 40g     | 200π mrad   | 100𝜏 mrad   | ≈ 628,319 mrad  | 165 pt            |
| 18 de circulo  | π4 rad  | 𝜏8 rad  | ≈ 0,7854 rad  | 45°               | 50g     | 250π mrad   | 125𝜏 mrad   | ≈ 785,398 mrad  | 4 pt              |
| 12π de circulo | 1 rad   | 1 rad   | 1 rad         | 180π°             | 200πg   | 1000 mrad   | 1000 mrad   | 1000 mrad       | 16π pt            |
| 16 de circulo  | π3 rad  | 𝜏6 rad  | ≈ 1,047 rad   | 60°               | 2003g   | 1000π3 mrad | 500𝜏3 mrad  | ≈ 1047,198 mrad | 163 pt            |
| 15 de circulo  | 2π5 rad | 𝜏5 rad  | ≈ 1,257 rad   | 72°               | 80g     | 400π mrad   | 200𝜏 mrad   | ≈ 1256,637 mrad | 325 pt            |
| 14 de circulo  | π2 rad  | 𝜏4 rad  | ≈ 1,571 rad   | 90°               | 100g    | 500π mrad   | 250𝜏 mrad   | ≈ 1570,796 mrad | 8 pt              |
| 13 de circulo  | 2π3 rad | 𝜏3 rad  | ≈ 2,094 rad   | 120°              | 4003g   | 2000π3 mrad | 1000𝜏3 mrad | ≈ 2094,395 mrad | 323 pt            |
| 25 de circulo  | 4π5 rad | 2𝜏5 rad | ≈ 2,513 rad   | 144°              | 160g    | 800π mrad   | 400𝜏 mrad   | ≈ 2513,274 mrad | 645 pt            |
| 12 de circulo  | π rad   | 𝜏2 rad  | ≈ 3,142 rad   | 180°              | 200g    | 1000π mrad  | 500𝜏 mrad   | ≈ 3141,593 mrad | 16 pt             |
| 34 de circulo  | 3π2 rad | 3𝜏4 rad | ≈ 4,712 rad   | 270°              | 300g    | 1500π mrad  | 750𝜏 mrad   | ≈ 4712,389 mrad | 24 pt             |
| 1 circulo      | 2π rad  | 𝜏 rad   | ≈ 6,283 rad   | 360°              | 400g    | 2000π mrad  | 1000𝜏 mrad  | ≈ 6283,185 mrad | 32 pt             |

1. ↑  En esta tabla, 𝜏 equivale a 2π.